# Doughboy (Nebraska)
Doughboy é uma comunidade não registada no Condado de Cherry, Nebraska, nos Estados Unidos.

## História
Uma agência postal foi estabelecida em Doughboy em 1919 e permaneceu em operação até ser descontinuada em 1934.